# 2012년
2012년은 일요일로 시작하는 윤년이다.

## 사건

### 1월
- 1월 1일 - 일본에서 규모 7.0의 지진이 시즈오카현 시즈오카 남쪽 398km 해역에서 발생하다.
- 중화민국 수립 100주년.
- 1월 3일
  - 미국 북서부 레이니어산 국립공원에서 총기난사 사건이 발생하다.
  - 크리스토퍼 로익이 마셜 제도의 대통령에 당선되었다.
- 1월 4일
  - 미국 대선의 첫 관문인 아이오와주 공화당 코커스에서 롬니가 승리하다.
  - 튀르키예가 미국의 이란 제재 대상에서 예외로 해 줄 것을 요청하다.
- 1월 5일
  - 한나라당 고승덕의원이 한나라당 전당대회 돈봉투 의혹을 폭로하다.
  - 브라질 상파울루 등 남동부 지역에서 집중 호우와 산사태로 피해가 속출하다.
  - 호스니 무바라크 전 이집트 대통령에 대해 이집트 검찰이 사형을 구형하다.
- 1월 7일
  - 뉴질랜드의 카터턴에서 열기구가 추락해 11명이 사망하다.
  - 세계에서 가장 거대한 항공기인 안토노프 An-225가 인천공항에 방문하였다
- 1월 8일 - 서울특별시 주한 일본 대사관에 한 중국인이 화염병을 투척하는 사건이 발생하다.
- 1월 11일 - 인도네시아 수마트라섬에서 규모 7.3의 지진이 발생하다.
- 1월 12일 - 배임 혐의로 기소된 정연주 전 KBS 사장에 대해 증거 불충분으로 무죄 판결이 내려지다.
- 1월 13일 - 유로존 13개국중 프랑스를 비롯한 9개국의 신용등급이 강등되다.
- 1월 14일 - 중화민국 제13대 총통 선거에서 중국 국민당 소속 마잉주 총통이 재선에 성공하였고 동시에 실시된 입법위원 선거에서도 집권 국민당이 압승하다.
- 1월 15일 - 대한민국 인천광역시 옹진군 자월도 근처 1마일 떨어진 해역을 운항 중이던 두라 3호에서 휘발유 유증기가 폭발하여, 3명이 숨지고 3명이 실종되다.
- 1월 16일 - 케이블TV업계의 재송신 중단으로 KBS 2TV가 16일 오후 3시부터 17일 오후 7시까지 방송이 중단되는 사태가 발생하였다.
- 1월 18일 - 야후의 공동 설립자 제리 양이 야후 CEO에서 사퇴하다.
- 1월 19일 - 세계적으로 유명한 카메라, 필름 제조회사인 코닥이 파산 보호 신청을 하였다.
- 1월 22일 - 나이지리아 북부 카노에서 이슬람 무장단체 보코 하람 주도로 폭탄 테러가 발생하여 180여명이 사망하다.
- 1월 26일 - 트위터가 국가별 차단 정책을 시행하겠다고 밝혀 세계적인 검열 논란이 일다.
- 1월 27일
  - 최시중 방송통신위원회 위원장이 사퇴하다.
  - 이라크에 주둔중이던 미군 전원이 철수하다.
- 1월 28일 - 일본 도쿄 인근에서 규모 5.5의 지진이 발생하다.
- 1월 30일 - 유럽 연합과 22개 국가가 위조품의 거래 방지에 관한 협정에 서명했으며, 폴란드에서 이에 항의하는 시위가 일어나다.

### 2월
- 2월 1일
  - 러시아와 동유럽 일대에서 영하 30도를 전후한 추위로 많은 사망자가 발생하다.
  - 포트사이드 경기장에서 폭력 사태가 일어나 74명이 사망하다.
- 2월 2일 - 대한민국의 여당인 한나라당은 당명을 새누리당으로 변경하다.
- 2월 3일 - 파푸아뉴기니에서 여객선이 침몰하는 사고가 발생하다.
- 2월 4일
  - 러시아 모스크바에서 블라디미르 푸틴의 재집권을 반대하는 시위가 열리다.
  - 국제 연합 안전보장이사회는 시리아 아사드 정권에 대해 반체제파의 무력진압을 중단하는 것을 요구하는 결의안을 채택하다.
- 2월 5일 - 영국에서 6cm의 폭설이 내려 히스로 공항 등 일부 공항의 비행기 운행이 취소되고 철도/고속도로 등이 끊기는 사고가 발생하다.
- 2월 7일
  - 미국의 기업 및 단체 중 75개가 연합하여 SOPA, PIPA에 대한 반대 공개서한을 미국 의회로 발송하다.
  - 필리핀에서 진도 6.8의 강진이 발생하여 43명이 사망하는 등의 인명 피해가 발생하다.
- 2월 8일
  - 대한민국의 프로배구에서 승부조작이 사실로 확인되면서 선수3명, 브로커 1명이 구속되다.
  - 크리스티나 페르난데스 아르헨티나 대통령이 포클랜드 문제를 UN에 상정하다.
- 2월 9일 - 그리스가 구제금융 협상을 타결시키다.
- 2월 11일 - 미국의 팝 가수 휘트니 휴스턴이 사망하였다.
- 2월 12일 - 그리스에서 긴축 재정안에 반대하는 시위가 열리다.
- 2월 14일
  - 무디스가 스페인, 이탈리아, 포르투갈 등 유럽 6개국의 신용 등급을 강등하다.
  - 온두라스의 코마야과 교도소에서 화재가 발생해 357명이 사망하다.
- 2월 15일 - 타이의 방콕에서 연쇄 폭탄테러 사건이 발생하여 5명이 부상당하다.
- 2월 16일
  - 켈로그가 프링글스를 27억 달러에 인수하다.
  - 인도네시아의 저가 항공사 라이온 에어가 보잉으로부터 224억 달러에 항공기 230대를 사들이는 계약을 체결하다.
- 2월 17일 - 독일의 대통령 크리스티안 불프가 부패 혐의로 대통령에서 물러나다.
- 2월 18일 - 교황 베네딕토 16세가 성 베드로 대성전에서 새 추기경 22명의 서임식을 거행하였다.
- 2월 19일 - 박희태 대한민국 국회의장이 돈봉투사건과 관련하여 검찰의 조사를 받았다.
- 2월 20일 - 시진핑 중국 부주석이 아일랜드를 방문하여 유로존 지원을 약속하다.
- 2월 23일
  - 367943 두엔데가 관측되다.
  - 아르헨티나에서 열차 탈선 사고가 발생해 50여명이 사망하고 600여명이 부상당하다.
  - 이라크에서 연쇄테러로 60여명이 사망하고 200여명이 부상당했다.
  - 피치가 그리스의 신용 등급을 C로 강등하다.
- 2월 24일 - 오스트레일리아의 줄리아 길라드 총리와 대결해 온 케빈 러드 외교장관이 당권 도전을 공식 선언하다.
- 2월 25일 - 캐나다에서 열차 탈선 사고가 발생하여 수십여 명의 사상자가 발생하다.
- 2월 26일 - 일본의 반도체 기업인 엘피다 메모리가 도쿄지방재판소에 법정관리 신청을 하다.
- 2월 27일 - IBM이 북아메리카 지역에서 1,000명 이상의 사원을 해고하다.
- 2월 28일 - 중국 신장 자치구에서 유혈사태가 일어나 20여명이 사망하다.

### 3월
- 3월 1일
  - 일본 이바라키현 일대에서 규모 5.4의 지진이 발생하다.
  - 핀란드의 새 대통령으로 사윌리 니니스퇴가 선출되다.
- 3월 2일
  - 바티칸 교황청이 갈릴레오 갈릴레이의 종교재판 기록 등 비밀문서 100여점을 일반에 공개하다.
- 3월 3일
  - 무디스가 그리스 신용등급을 Ca에서 C로 한 단계 내리다.
  - 미국 중서부와 남동부를 휩쓴 토네이도로 50여명이 사망하다.
  - 폴란드의 슈체코치니에서 열차 충돌 사고가 일어나 16명이 사망하다.
  - 대한민국이 주5일제를 전면 시행하다.
- 3월 4일 - 러시아에서 대통령 선거가 치러지다. 선거 결과 블라디미르 푸틴이 재선되다.
- 3월 5일 - 아프리카 콩고에서 군 탄약고가 잇따라 폭발하여 200여명 이상이 사망하다.
- 3월 8일
  - 오스트레일리아 동부 일대에서 홍수로 많은 피해가 발생하다.
  - 타이의 한 고층 호텔에서 화재가 발생하다.
- 3월 9일 - 일본 도요타 자동차가 미국에서 70만대를 리콜하기로 결정하다.
- 3월 12일 - 스위스 국민들이 유급휴가를 늘리는 포퓰리즘 안건을 부결시키다.
- 3월 13일
  - 피치 그룹이 영국의 신용등급 전망을 '안정적'에서 '부정적'으로 하향 조정하다.
  - 브리태니커 백과사전의 종이책 출판이 224년만에 중단되다.
- 3월 14일 - 스위스 남부에서 벨기에 초등학생을 태운 버스가 고속도로 터널 벽을 들이박아 28명이 사망하다.
- 3월 15일
  - 대한민국 최대 규모 석탄발전소인 보령화력발전소에서 화재가 발생하였다.
  - 한미 자유 무역 협정이 발효되었다.
- 3월 16일 - 일본, 신칸센 300계 전동차가 도쿄발 신오사카행 노조미 329호(도카이도 신칸센), 신오사카발 하카타행 노조미 609호(산요 신칸센)를 마지막으로 도카이도·산요 신칸센에서 완전히 은퇴하다.
- 3월 17일
  - 독일 새 대통령에 민주화 운동가 출신 요아힘 가우크가 선출되다.
  - 볼턴 원더러스 FC의 미드필더 파브리스 무암바 선수가 심장마비로 쓰러져 볼턴과 토트넘과의 FA컵 8강 경기가 중단, 취소되다.
- 3월 21일 - 말리에서 군사 쿠데타가 발생해 아마두 투마니 투레가 축출되다.
- 3월 22일 - 미국 버락 오바마 대통령이 세계은행 총재에 김용을 지명하다.
- 3월 25일 - 마키 살이 세네갈의 대통령에 당선되다.
- 3월 26일 ~ 3월 27일 - 2012년 핵안보정상회의가 서울에서 개최됐다.
- 3월 30일 - 스페인에서 재정 긴축 정책에 반대하는 100만명 이상이 참여한 양대 노총의 총파업이 시작되다.

### 4월
- 4월 1일
  - 미얀마 보궐선거에서 아웅산 수치가 당선되다.
  - 말리에서 가오, 키달에 이어 팀북투가 투아레그 반군에게 함락되다.
- 4월 2일
  - 러시아 시베리아 중부 지역에서 41명을 태운 여객기가 추락하여 32명이 사망하다.
  - 논문 표절로 논란이 되었던 슈미트 팔이 헝가리 대통령 직에서 물러나다.
- 4월 3일 - 미국에서 한국계 미국인이 총기 난사 사건을 일으켜 7명이 사망하다.
- 4월 4일
  - 뉴욕 경찰이 프랑스 파리 대학교 총장이 호텔 방에서 변사한 것과 관련하여 수사에 들어가다.
  - 세르비아 보리스 타디치 대통령이 사임하다.
- 4월 5일
  - 소형 신용평가사인 이건 존스가 미국의 국가신용등급을 AA+에서 AA로 한 단계 강등했다.
  - 아프가니스탄에서 자살폭발 테러로 미군 2명을 포함 7명이 사망하다.
- 4월 6일 - 말리의 투아레그 반군 조직 아자와드 해방국민운동이 군사 행동을 종료하고 아자와드의 독립을 선언하다.
- 4월 7일 - 미국의 한 전투기가 아파트 단지에 떨어지는 사고가 발생하다.
- 4월 8일
  - 아르헨티나에서 버스 추락 사고로 60여명의 인명 피해가 발생하다.
  - 브라질 리우데자네이루에서 산사태와 홍수로 6명의 인명 피해가 발생하다.
- 4월 11일
  - 인도네시아 북부 수마트라섬에서 규모 8.7의 강진이 발생하다.
  - 조선민주주의인민공화국 제4차 당대표자회 개최, 회의 결과 김정은이 당 제1비서로 추대되었고, 김정일은 ‘영원한 당 총비서’로 추대되었다.
  - 대한민국 제19대 총선 투표가 오전 6시부터 오후 06시까지 실시되다.
- 4월 12일 - 구글이 1분기 실적을 발표하면서 기존 주식 1주를 2주로 나누는 2:1 주식분할을 발표하다.
- 4월 13일
  - 조선민주주의인민공화국 제12기 5차 최고인민회의 개최.
  - 조선민주주의인민공화국이 국제사회의 우려와 비난 속에 은하 3호 미사일 발사를 강행했으나 실패했다. 미사일은 1~2분 정도 비행하다 공중 폭발했다.
  - 세르비아에서 세잔의 그림을 훔친 강도단이 검거되다.
  - 네덜란드 해군이 소말리아 해적선을 나포해 12명을 구출하다.
- 4월 14일
  - 아일랜드에서 노동당 100주년 기념 집회가 열린 가운데, 정부의 긴축 정책에 반대하는 시민들이 삼색기를 씌운 관을 들고 시위를 벌이다.
  - 수단군과 남수단군 간의 국경 충돌이 벌어지는 가운데, 수단군이 남수단군에 의해 점령된 헤그리그 시로 진격하다.
  - 미국 중서부에 토네이도가 상륙해 오클라호마에 우박이 내리다.
  - 북한 미사일 광명성 3호의 잔해를 찾기 위해 한국 전함이 황해 탐사에 나서다.
  - 미국, 러시아, 중국 등의 세계 열강들이 이란과의 핵 프로그램 관련 회담을 실시하다.
- 4월 15일
  - 국제 연합 안전 보장 이사회가 시리아의 감시단을 파견한다는 내용의 안보리 결의안 2042호를 채택하다.
  - 스페인 국왕 후안 카를로스가 코끼리 사냥 목적으로 보츠와나를 방문한 사실이 드러나 논란이 일다.
  - RMS타이타닉 침몰 100주년
- 4월 17일 - 크리스티나 페르난데스 아르헨티나 대통령이 다국적 에너지 기업인 YPF를 국유화하는 법안을 국회에 제출해 논란이 일다.
- 4월 20일 - 파키스탄 이슬라바마드 인근에서 항공기 추락 사고로 탑승객 및 승무원 전원(127명)이 사망하다.
- 4월 22일
  - 프랑스에서 대통령 선거의 결과 1위인 올랑드와 2위인 사르코지가 결선투표에 진출하다.
  - 중화인민공화국의 인권 운동가 천광청이 가택 연금에서 탈출해 베이징 주재 미국 대사관으로 피신하다.
- 4월 26일
  - 오자와 이치로가 정치자금 문제와 관련하여 법원으로부터 무죄를 선고받다.
  - 시에라리온 내전에 개입한 혐의로 국제 재판에 회부된 라이베리아의 전 대통령 찰스 테일러가 유죄 판결을 받다.
- 4월 27일
  - 파키스탄에 거주중이던 오사마 빈 라덴의 유족 전원이 모두 사우디아라비아로 추방되다.
  - 우크라이나의 드니프로페트로우스크에서 연쇄 폭탄 테러가 일어나 최소 29명이 다치다.
- 4월 28일 - 사우디아라비아가 이집트 인권변호사 아흐메드 알기지위의 구속과 관련된 항의 시위가 일어나자 시위 장소인 이집트 주재 사우디아라비아 대사관을 폐쇄하다.
- 4월 30일 - 인도 아삼주의 브라마푸트라강에서 여객선이 침몰해 최소 103명이 사망하다.

### 5월
- 5월 1일
  - 서울특별시 신촌역 부근 창천 근린공원에서 20대 대학생이 10대 사령카페 회원 3명에게 흉기에 40차례나 찔려 사망한 사건이 발생했다.
- 5월 2일 - 대한민국과 중화인민공화국이 FTA 협상을 개시하기로 선언하다.
- 5월 5일 - 일본에서 유일하게 가동 중이던 홋카이도 도마리 원자력 발전소가 점검을 위해 가동을 중단하여 일본 내에서 가동 중인 원자력 발전소가 하나도 없게 되다.
- 5월 6일
  - 프랑스 대통령 선거 결선 투표에서 프랑스 사회당의 프랑수아 올랑드가 승리하여 제24대 프랑스 대통령으로 선출되다.
  - 그리스에서 총선이 실시되다.
  - 에버랜드의 다크라이드이던 지구마을의 외벽에 불이 붙어 화재가 발생했다.
- 5월 7일 - 블라디미르 푸틴이 정식으로 러시아 대통령에 취임하다.
- 5월 9일 - 일본 정부가 지난해 방사능 유출사고가 발생한 후쿠시마 제1 원자력 발전소의 운영사인 도쿄 전력에 공적자금을 투입해 국유화하기로 결정하다.
- 5월 10일 - 인도네시아 자카르타 상공에서 50명을 태우고 시험비행하다 실종된 수호이 슈퍼제트 100의 잔해가 자카르타 남쪽 산악지대에서 발견되다.
- 5월 21일 - 일본, 북태평양, 미국 서부 등에서 금환일식이 관측되다. 대한민국에서는 부분일식으로 관측되다.
- 5월 22일
  - 피치가 일본의 신용등급을 2단계 강등하다.
  - 인도 남부 안드라프라데시 주 페누콘다 역에서 열차 추돌사고로 객차 4량이 탈선하여 25명이 사망하고 70여명이 다쳤다.
- 5월 23일 - 스페인에서 자국의 긴축 정책을 반대하는 시위가 곳곳에서 열리다.
- 5월 25일 - 미국의 민간 우주항공사 스페이스 X의 드래건이 처음으로 국제 우주 정거장에 화물을 수송하다.
- 5월 26일 - KIA 타이거즈의 야구선수 이종범이 은퇴하다.
- 5월 27일 - 유엔 안전보장이사회가 최소 116명이 사망한 시리아의 훌라 학살을 강력하게 규탄하다.
- 5월 28일 - 영국 출신의 노동운동가 가이 라이더가 국제 노동 기구의 신임 사무총장으로 선출되다.
- 5월 29일 - 일부 국가들이 시리아의 훌라 학살을 비난하며 자국 주재 시리아 대사를 추방하다.
  - 대한민국 제18대 국회 임기 종료.
- 5월 30일 - 시에라리온 특별법정이 전쟁범죄로 기소된 찰스 테일러 라이베리아 전 대통령에게 징역 50년을 선고하다.
  - 대한민국 제19대 국회 임기 시작.

### 6월
- 6월 2일 - 이집트 법원이 호스니 무바라크 전 대통령에게 시위대에 대한 유혈 진압의 혐의로 징역 25년형을 선고하다.
- 6월 4일 - 일본의 노다 요시히코 총리가 방위상을 포함한 각료 5명을 교체하는 개각을 단행하다.
- 6월 6일 - 동아시아와 태평양 지역에서 금성의 태양면 통과 현상이 관측되다.
- 6월 7일 - 피치가 스페인의 신용등급을 A에서 BBB로 3단계 강등하다.
- 6월 9일 - 스페인 정부와 유로존이 구제금융을 지원하기로 합의하다.
- 6월 10일
  - 페루에서 실종 되었던 헬리콥터가 인근 암벽에 충돌하여, 한국인 탑승자 8명을 포함한 전원이 사망한 것으로 밝혀지다.
  - 프랑스 총선에서 1차 투표에서 사회당이 승리하다.
- 6월 11일 - 아프가니스탄에서 진도 5.7의 지진이 발생하여 최소 71명이 사망하다.
- 6월 13일 - 이라크의 여러 도시에서 연쇄 폭탄 테러 사건이 발생하여 최소 93명이 사망하고 312명 이상이 부상당하다.
- 6월 15일 - 수원 토막 살인 사건의 범인 오원춘에 대해 법원이 사형을 선고하다.
- 6월 17일
  - 그리스에서 02차 총선거가 실시되다.
  - 프랑스의 총선 개표 결과 집권 사회당이 단독 과반을 확보하다.
- 6월 18일
  - 그리스의 2차 총선 개표 결과 보수 집권 여당인 신민주주의당이 제 1당 지위를 유지하다
  - 살만 빈 압둘아지즈 알사우드가 사우디아라비아의 왕세제 겸 부총리로 임명되다.
- 6월 19일 - 파키스탄 대법원은 법정모독 혐의로 유사프 라자 길라니의 총리직을 박탈한다고 판결하다.
- 6월 21일 - 시리아에서 일어난 반정부 시위에 대한 진압 결과 119명이 사망하고 전투기 조종사가 망명하다.
- 6월 22일 - 파라과이 의회가 시위대와 경찰의 충돌 사건에 대한 책임을 물어 페르난도 루고 대통령을 탄핵하다.
- 6월 23일 - 대한민국의 인구가 5000만 명을 돌파하다.
- 6월 25일 - 이집트의 선거관리위원회가 이집트의 차기 대통령으로 무함마드 무르시 박사가 당선되었음을 공식적으로 밝히다.
- 6월 28일
  - 남중국해 도서 영유권을 둘러싼 중국과 베트남의 갈등이 심화하는 가운데, 중국 국방부가 베트남에 경고 메시지를 보내다.
  - 이란이 영국과 대사관 폐쇄를 공식화하기로 합의하다.

### 7월
- 7월 1일 - 멕시코의 대통령 선거에서 제 1야당인 제도혁명당(PRI)의 후보인 엔리케 페냐 니에토가 당선되다.
- 7월 2일 - 미국 중동부에서 폭풍과 폭염 등으로 17명의 사망자가 발생하다.
- 7월 4일
  - 유럽 입자 물리연구소(CERN)가 힉스 입자로 추정되는 소립자를 발견하였다고 발표하다.
  - 일본에서 규슈 지방을 중심으로 한 집중 호우로 인명 및 재산 피해가 속출하다.
- 7월 7일
  - 러시아의 남서부 크라스노다르 주 일대에서 폭풍우로 홍수와 산사태가 발생해 최소 171명이 사망하다.
  - 일본이 센카쿠 열도에 대해 국유화 방침을 밝히다.
- 7월 8일
  - 이집트의 대통령 무함마드 무르시가 의회의 입법권을 회복시키기 위해 재소집을 명령하다.
  - 국제 형사 재판소(ICC)가 소년병을 강제 징집한 콩고의 토마스 루방가에게 징역 14년의 형을 선고하다.
- 7월 11일 - 저축은행비리에 연루된 이상득 전 의원이 구속되었다.
- 7월 12일
  - 나이지리아 오코비(Okobie) 도로에서 탱크로리 폭발로 100명 이상의 사상자가 발생했다.
  - 시리아에서 정부군의 공격으로 220여 명의 민간인이 학살당하다.
- 7월 16일 - 조선민주주의인민공화국 조선중앙통신이 리영호 총참모장이 조선로동당 중앙정치국 상무위원에서 해임되었다고 발표하다.
- 7월 17일 - 시리아의 시민군이 수도 다마스쿠스에 대한 대대적인 전면 공격을 시작하다.
- 7월 18일 - 조선민주주의인민공화국은 실질적인 최고 지도자인 김정은에게 원수 칭호를 수여하다.
- 7월 20일 - 미국 콜로라도주 극장에서 다크 나이트 라이즈를 관람하던 관객들이 총기 난사를 당하여 많은 희생자를 냈다.
- 7월 25일 - 조선민주주의인민공화국의 관영 매체인 조선중앙TV는 김정은의 부인이 리설주임을 처음 공식적으로 밝혔다.
- 7월 31일 - 일본이 독도 영유권 내용이 포함되어 있는 방위백서를 발표하다.

### 8월
- 8월 4일
  - 시리아의 정부군이 수도인 다마스쿠스를 완전히 장악했다고 밝혔다.
  - 예멘에서 알카에다의 자살 폭탄 테러 및 미국의 드론(무인기) 공격으로 인해 47명이 사망했다.
- 8월 9일 - 호모 루돌펜시스가 새로운 고대 인류라는 연구 결과가 네이처의 표지 논문으로 실렸다.
- 8월 10일
  - 필리핀 북부의 집중 호우로 61명이 사망하고, 약 244만 명의 이재민이 발생하였다.
  - 대한민국의 대통령 이명박이 국가 원수 자격으론 처음으로 독도를 방문했다.
- 8월 11일 - 이란 북서부 지방의 강진으로 인해, 최소 220명이 사망하고 1500명 이상이 부상당하다.
- 8월 23일 - 대한민국 헌법재판소가 인터넷 실명제에 대해 위헌 판결을 내렸다.
- 8월 24일 - 미국 뉴욕 엠파이어 스테이트 빌딩 근처에서 총격 사건이 발생하다.
- 8월 25일 - 미국의 우주비행사 닐 암스트롱이 타계하다.
- 8월 27일 - 미국 신용등급평가 회사인 무디스가 대한민국의 신용등급을 한 단계 상승한 Aa3로 올리다.
- 8월 28일
  - 아레나넷의 길드워 2가 정식 서비스에 돌입했다.
  - 제15호 태풍 볼라벤이 한반도의 서해안을 관통하여 대한민국과 조선민주주의인민공화국에 큰 피해를 주었다.

### 9월
- 9월 11일 - 리비아와 이집트에서 미국 대사관 습격 사건이 발생하다.
- 9월 13일 - 울산 자매 살인사건의 범인이 사건발생 55일만에 붙잡혔다.
- 9월 17일 - 제16호 태풍 산바가 대한민국에 북상하여 많은 피해를 입혔다. 대한민국은 1962년 이후 50년만에 한 해에 4개의 태풍이 상륙하는 기록을 세웠다.

### 10월
- 10월 1일 - 라마 섬 선박 충돌 사고가 발생하다.
- 10월 5일 - 서울특별시 서초구 내곡동 특검의 특별검사로 이광범 변호사가 임명되다.
- 10월 7일
  - 우고 차베스 베네수엘라 대통령이 선거에서 4선에 성공하다.
  - 대한민국, 미사일지침(NMG) 개정으로 탄도미사일의 탄두중량이 500kg으로 증가, 사거리는 800km로 연장 되었다.
- 10월 15일 - 펠릭스 바움가르트너가 성층권 39Km에서의 음속을 뚫고 스카이다이빙에 성공하다.
- 10월 17일 - 강남 술집 칼부림 사건이 발생하다.
- 10월 18일 - UN의 안전 보장 이사회 비상임국에 대한민국, 르완다, 아르헨티나, 오스트레일리아, 룩셈부르크가 선출되다.
- 10월 25일 - 새누리당과 선진통일당이 합당을 선언하다.
- 10월 27일 - 캐나다 브리티시컬럼비아주 서부 해안에서 규모 7.7의 지진이 발생하다.
- 10월 29일 - 거대 규모의 허리케인 샌디가 미국 동부 지역에 큰 피해를 입혔다.

### 11월
- 11월 7일 - 미국의 대통령 선거에서 버락 오바마가 재선에 성공하다.
- 11월 8일 - 중화인민공화국 제18차 당대회. 시진핑 차기 지도자 승격이 확정되었다.
- 11월 9일
  - 중국 칭하이성에서 티베트족 학생과 농민 등 5000명이 시위를 하다.
  - 스리랑카의 교도소에서 재소자들이 폭동을 일으켜 70명의 사상자가 발생하다.
- 11월 14일 - 내곡동 부지 매입의혹을 수사해온 이광범 특별검사가 수사결과를 발표하다.
- 11월 15일
  - 블랙이글스에서 사고로 조종사 한 분이 사망하다.
  - 시진핑이 중국 공산당의 중앙위원회 총서기 및 중앙군사위원회의 주석으로 취임하다.
  - 이스라엘과 하마스가 상호 포격을 가하여 팔레스타인인이 최소 13명 사망하고, 이스라엘인 3명이 사망하다.
- 11월 22일 - 하마스와 이스라엘이 상호간 군사적 공격을 중단하고 휴전 상태에 돌입하다.
- 11월 29일 -국제 연합 총회는 팔레스타인의 지위를 옵서버 `국가(state)'로 격상하는 결의안을 표결에 부쳐 통과시켰다.

### 12월
- 12월 1일 - 2011년 4월 소말리아 해적들에게 피랍된 제미니호 한국 선원들이 1년 7개월만에 풀려나다.
- 12월 2일 - 일본 야마나시현의 사사고 터널에서 천장 붕괴 사고가 발생하여 9명이 사망하다.
- 12월 4일 - 태풍 ‘보파’가 필리핀을 강타하여 300명 이상의 사망자와 1천 명 이상의 부상자가 발생하다.
- 12월 7일 - 일본 도호쿠 지방 앞바다에서 규모 7.3의 지진이 발생하다.
- 12월 14일
  - 미국 코네티컷주 샌디훅에서 총기 난사 사건이 발생하였다. 이 사고로 인해 어린이 20명을 포함하여 28명이 사망하였다.
- 12월 16일 - 일본에서 제46회 일본 중의원 의원 총선거가 실시되었다.그 결과 아베 신조 총재가 이끄는 자민당이 전체 과반을 넘는 294석을 확보하여 압승을 거둠으로써 3년 3개월만에 다시 정권을 잡게 되었다. 아베 신조는 2007년 9월 총리에서 물러난 이후 5년 3개월만에 다시 총리에 오르게 되었다.
- 12월 19일
  - 대한민국 제18대 대통령 선거가 실시되었다. 그 결과 박근혜가 대한민국 최초의 여성 대통령으로 당선되었다.
  - 미국 라스베가스에서 열린 미스 USA2012에서 로드아일랜드 출신 올리비아 컬포가 미스유니버스 2012에 당선되었다. 미스 USA 브룩 리 이후 15년만에 당선되었고 1973년 이후 39년 만이다.
- 12월 24일 - 에스와티니가 미니스커트, 크롭톱 등 노출이 심한 옷을 법으로 금지시켰다.
- 12월 26일 - 아베 신조, 일본의 96대 총리로 취임하다.
- 12월 31일 - 이날 오전 4시, 대한민국 지상파 아날로그 방송이 완전히 종료되었다. 이날 지상파 3국은 올해부터 카운트다운이 끝나면 정파를 하지 않는다.

## 문화
- 2월 11일 - 2012년 베를린 영화제가 열리다. ( ~ 2월 19일)
- 2월 12일 - 영국 가수 아델이 제54회 그래미상에서 올해의 레코드상, 올해의 앨범을 포함해 6개 부문에서 상을 받다.
- 2월 17일 - 그룹 파이브돌스의 멤버 수미가 탈퇴하였다.
- 2월 29일
  - 세계에서 가장 높은 전파탑인 도쿄 스카이 트리가 완공되다.
  - 에어인천 설립
- 2월 27일 - 제84회 아카데미상에서 《아티스트》가 작품상과 감독상을 포함한 다섯 개 부문에서 수상하다.
- 2월 28일 - ITX-청춘 열차 운행 시작.
- 2월 29일 - 윈도우 8 컨슈머 프리뷰가 공식 배포되었다.
- 3월 16일 - 일본, 신칸센 300계 전동차가 도쿄발 신오사카행 노조미 329호, 신오사카발 하카타행 노조미 609호를 마지막으로 도카이도 산요 신칸센에서 완전히 은퇴하다.
- 3월 19일 - KT의 2세대 이동통신 서비스가 완전히 종료된다.
- 3월 20일 - 노벨 평화상 수상자들이 뽑은 ‘2012 평화의 인물(Man of Peace)’에 배우 숀 펜이 선정되다.
- 3월 23일 - 그룹 신화가 정규 10집 음반 THE RETURN으로 4년만에 컴백하였다.
- 4월 1일 - 대한민국의 M머니 개국.
- 4월 3일 - 토론토 대학교 연구팀이 100만년전의 인류가 최초로 불을 사용한 흔적을 발견하다.
- 4월 4일 - 캄보디아 프놈펜에서 ASEAN 정상회의가 열리다.
- 4월 8일 - SM 엔터테인먼트 소속 대한민국 아이돌 그룹 EXO-K, EXO-M이 동시에 데뷔하였다.
- 4월 10일 - 마이크로소프트에서 윈도우 비스타의 메인스트림 지원을 중단했다.
- 5월 5일 - KBS 키즈 개국.
- 5월 12일 - 2012년 여수 세계 박람회가 대한민국 여수에서 개최되었다.
- 5월 14일 - 잉글랜드 프리미어리그 최종전에서 맨체스터 시티가 퀸즈 파크 레인저스에 3:2 승을 거두고 44년만에 우승을 차지하다.
- 5월 15일 - 블리자드 엔터테인먼트의 디아블로 3 게임이 전 세계에 출시되었다.
- 5월 23일
  - 미국에서 민간기업이 만든 우주선이 처음으로 발사되다.
  - 한국방송광고진흥공사가 출범하다.
- 5월 26일
  - 유로비전 송 콘테스트에서 스웨덴의 가수 로린이 유포리어를 불러 우승을 차지하다.
  - 광주극동방송이 개국하였다.(주파수 FM 93.1MHz) (호출부호 및 출력 : HLED 1KW)
- 5월 27일 - 오스트리아의 영화감독 미카엘 하네케가 칸 영화제에서 황금종려상을 수상하다.
- 6월 1일 - 윈도우 8 릴리즈 프리뷰가 발표되었다.
- 6월 3일 - 엘리자베스 2세의 즉위 60주년(다이아몬드 주빌리)을 축하하는 수상 퍼레이드가 런던 템스강에서 열리다.
- 6월 8일 - 유로 2012가 폴란드, 우크라이나에서 공동 개최되었다.
- 6월 18일 -
  - G20 정상회의가 멕시코 로스카보스에서 개최되다.
  - 고양종합터미널 개장.
- 6월 25일 - 제14대 천주교 서울대교구장 염수정 대주교의 착좌 미사가 거행되었다.
- 6월 26일 - 대한민국 강원도 고성군에서 약 5000년 전의 신석기 시대 밭 유적이 동아시아 최초로 발견되다.
- 6월 28일 - 쿤밍 창수이 국제공항 개항.
- 6월 29일 - 목포대교 개통.
- 6월 30일 - 로또 6/45가 500회를 맞이했다.
- 7월 1일 -
  - 대한민국의 새로운 광역 행정구역이자 최초의 특별자치시인 세종특별자치시가 출범하다.
  - 유로 2012 결승에서 스페인이 이탈리아을 꺾고 사상 첫 유로대회 2연패와 우승을 달성하였다.
  - 의정부 경전철이 개통되었다.
- 7월 4일 - 레인저스 FC가 스코틀랜드 프리미어리그에서 퇴출당해 스코틀랜드 풋볼 리그 디비전 3로 강등되었다.
- 7월 11일 -미국 항공 우주국(NASA)의 과학자들이 허블 우주 망원경을 이용해 명왕성의 다섯 번째 위성인 S/2012 (134340) 1을 발견하다.
- 7월 27일 - 제30회 하계 올림픽이 영국 런던에서 개최되었다.
- 7월 30일 - FNC 엔터테인먼트소속 걸그룹 AOA가 데뷔하였다.
- 7월 31일 - SBS프리즘타워 준공.
- 8월 6일 - 미국 항공 우주국(NASA)의 우주 탐사 로봇 큐리오시티가 화성에 착륙하는데 성공하였다.
- 8월 12일
  - 2012년 하계 올림픽이 폐막하였다.
  - 2012년 여수 세계 박람회가 폐막하였다.
- 8월 14일 - 포항야구장 개장.
- 8월 29일 - 2012년 하계 패럴림픽이 영국 런던에서 개최되었다.
- 9월 6일 - 세계자연보전총회(WCC) 제주도에서 개최( ~ 9월 15일)
- 9월 8일
  - 이탈리아에서 열린 베네치아 국제 영화제에서 김기덕 감독이 제작한《피에타》가 최고상인 황금사자상을 수상했다.
  - 러시아 블라디보스토크에서 APEC회의가 열렸다.
- 9월 20일 - 싸이의 강남스타일이 유튜브의 역대 최고 좋아요 수로 기네스북에 올랐다.
- 10월 6일 - 수도권 전철 수인·분당선 선릉역 ~ 왕십리역 구간이 연장 개통되었다.
- 10월 8일 - KBS 1TV, 24시간 종일방송 개시.
- 10월 9일 - 마이크로소프트에서 마이크로소프트 오피스 2007의 메인스트림 지원을 중단했다.
- 10월 26일 - 마이크로소프트에서 윈도우 8이 발표되었다.
- 10월 27일 - 서울 지하철 7호선 온수역 ~ 부평구청역 구간이 연장 개통되었다.
- 10월 29일 - SBS TV, 24시간 종일방송 개시.
- 11월 1일 - KBO 리그 한국시리즈 6차전에서 삼성 라이온즈가 SK 와이번스를 7대 0으로 꺾고 시리즈 전적 4승 2패로 통산 6번째 우승을 달성하였다. 2011년 한국시리즈에 이은 2연패이다.
- 11월 8일 - 2012년 아시아 시리즈가 대한민국 부산에서 개최되었다.
- 12월 1일 - 수도권 전철 수인·분당선 기흥역 ~ 망포역 구간이 개통되었다.
- 12월 12일 - 조선민주주의인민공화국이 오전 9시 51분 평안북도 동창리 미사일 기지에서 장거리 로켓 은하 3호를 발사했다. 발사된 광명성 3호가 지구 궤도 진입에 성공했다.
- 12월 22일 - 싸이의 강남스타일 뮤직비디오 조회 수가 10억 건을 돌파하였다.
- 12월 26일 - 중화인민공화국 베이징에서 광저우를 잇는 세계에서 가장 긴 고속철도 노선인 징광고속철도가 완전 개통되었다.
- 12월 28일 - 중부내륙고속도로 북여주 나들목 ~ 양평 나들목 구간이 완전 개통되었다.

## 탄생
- 1월 24일 - 덴마크의 왕족 몽페자 여백작 아테나.
- 1월 25일 - 대한민국의 아역 배우 권예은.
- 2월 1일 - 대한민국의 유튜버 송나윤 (루루체체TV).
- 2월 16일 - 대한민국의 가수, 래퍼, 작곡가 강지혁.
- 2월 23일 - 스웨덴의 공주 외스테르예틀란드 에스텔 여공작.
- 3월 12일 - 대한민국의 아역 배우 박소이.
- 4월 6일 - 대한민국의 가수, 배우 이지원.
- 4월 10일 - 대한민국의 가수 겸 국악인 김태연.
- 4월 14일 - 대한민국의 아역 배우 송민재.
- 4월 23일 - 미국의 한국계 미국인 배우 앨런 김 (김선).
- 5월 21일 - 대한민국의 배우 성민준.
- 6월 22일 - 대한민국의 가수 서윤.
- 7월 4일 - 대한민국의 아역 배우 신비.
- 7월 6일 - 대한민국의 배우 이지현.
- 7월 21일 - 대한민국의 아역 배우 남윤서.
- 7월 31일 - 대한민국의 가수 휘서.
- 8월 11일 - 대한민국의 유튜버 유태희. (태희의 해피하우스)
- 8월 29일 - 대한민국의 국악인, 가수 황승아.
- 9월 9일 - 대한민국의 배우 박규빈.
- 9월 11일 - 대한민국의 유튜버 김시훈 (시훈TV).
- 9월 21일 - 대한민국의 아역배우 허준우.
- 9월 26일
  - 대한민국의 아역 배우 김유하.
  - 대한민국의 아역 배우 김지유.
- 11월 8일 - 대한민국의 아역 배우 이채빈.
- 11월 14일 - 대한민국의 가수 빈예서.
- 11월 16일 - 대한민국의 아역 배우 최고.
- 12월 17일 - 대한민국의 래퍼 서이브.
- 12월 20일 - 대한민국의 뮤지컬 배우 정아인.
- 12월 24일 - 대한민국의 아역 배우 이아라.

### 미상
- 쿠르드계 시리아 난민 어린이 알란 쿠르디.
- 대한민국의 아역배우 김지우.
- 대한민국의 성우 최영준.
- 대한민국의 온라인 콘텐츠 제작자 최지원.

## 사망

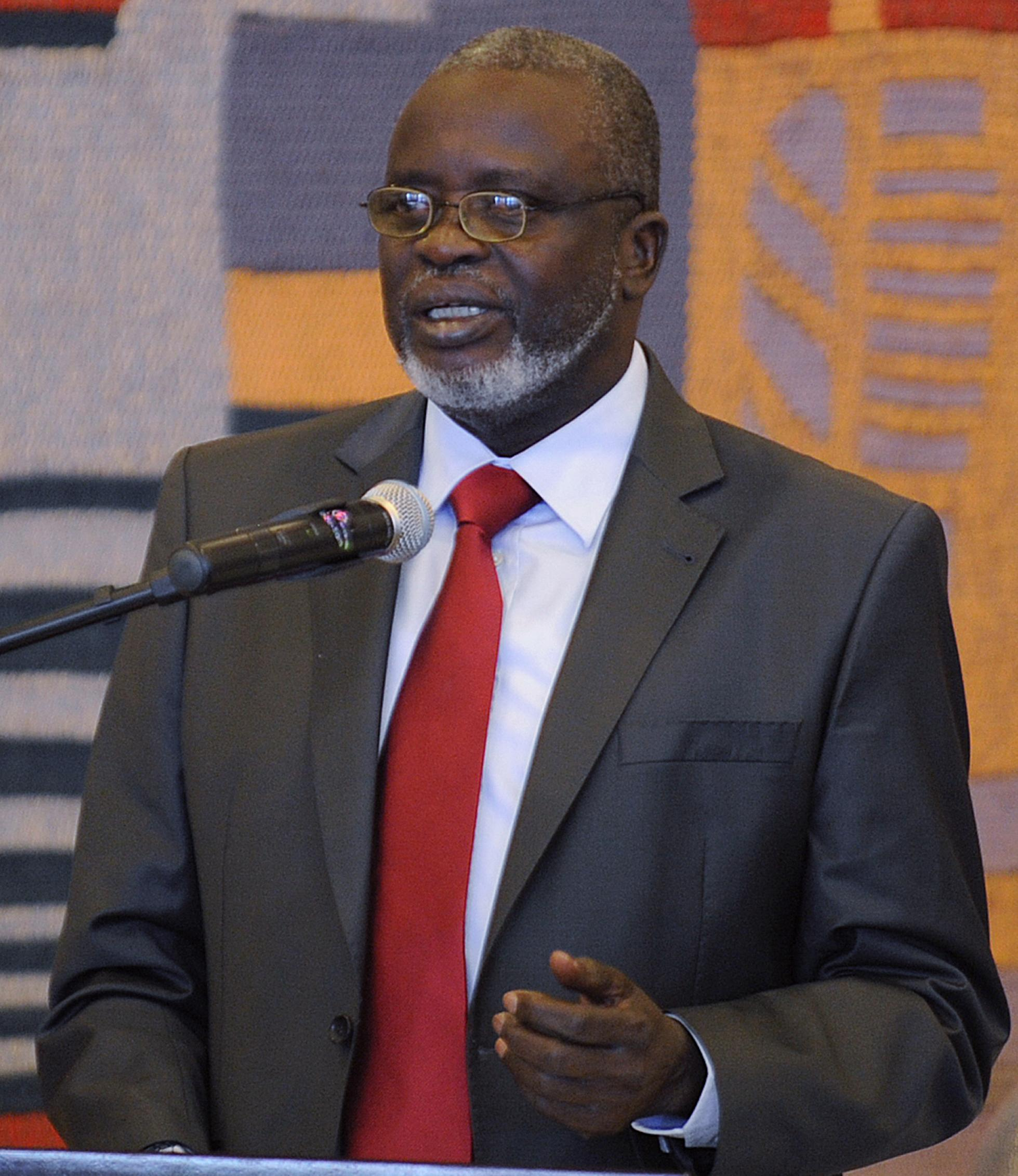
말랑 바카이 사냐

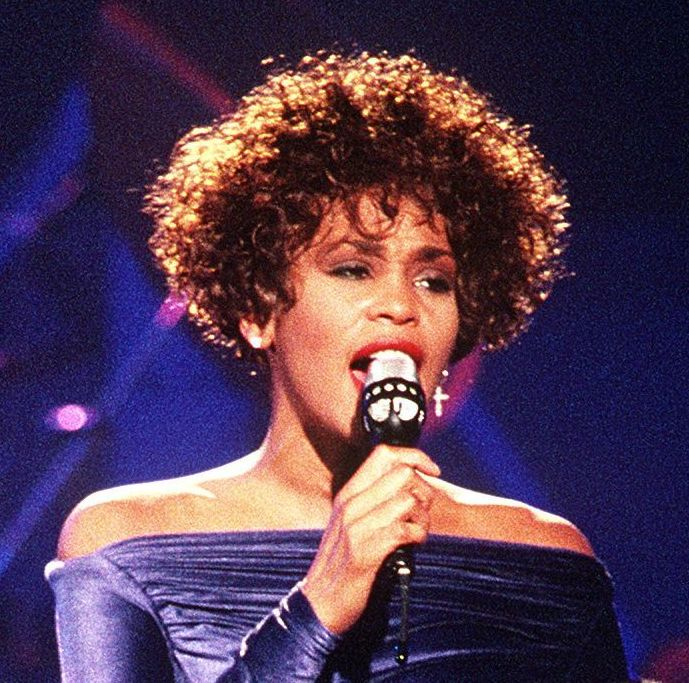
휘트니 휴스턴

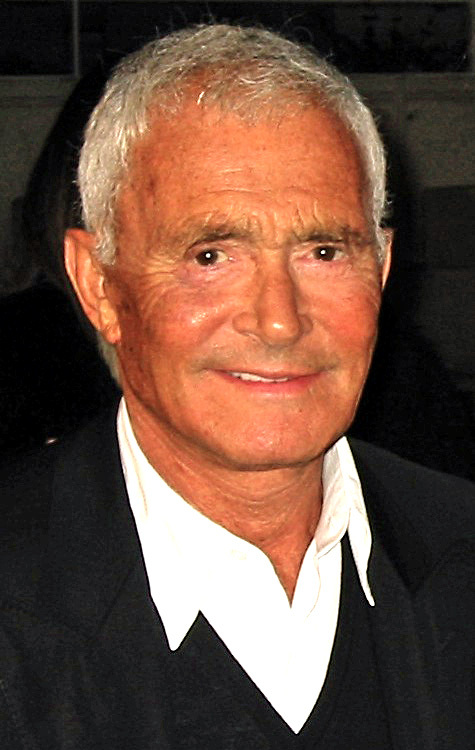
비달 사순

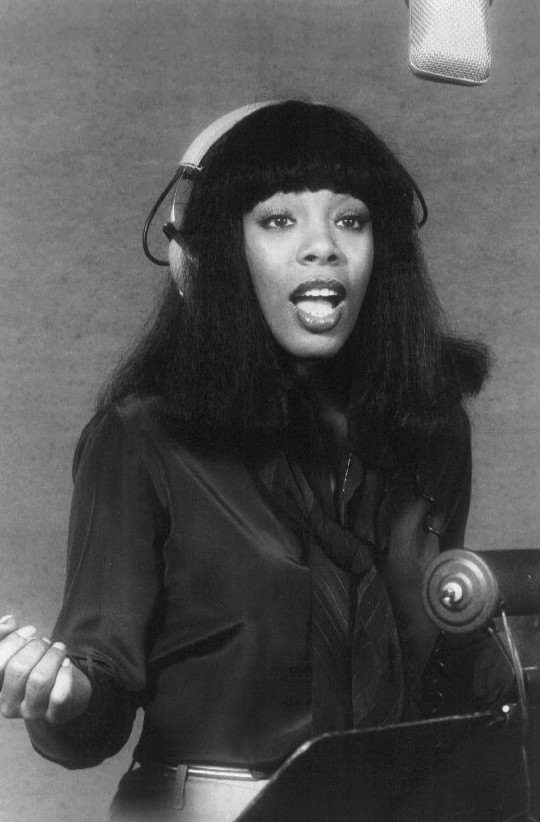
도나 서머

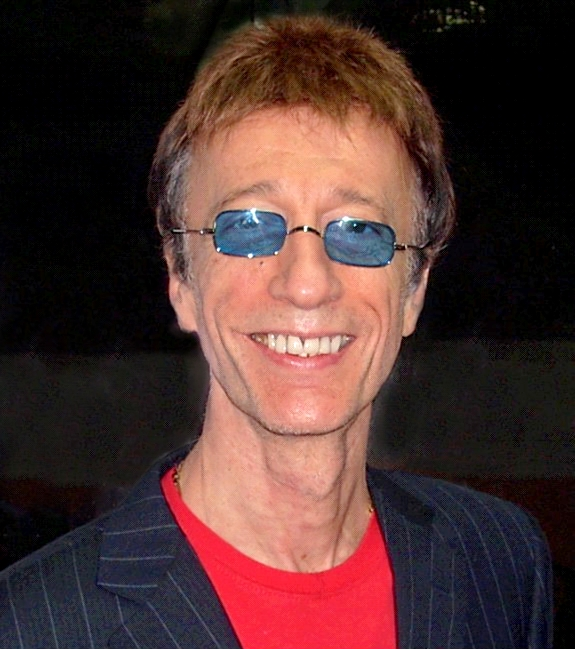
로빈 깁

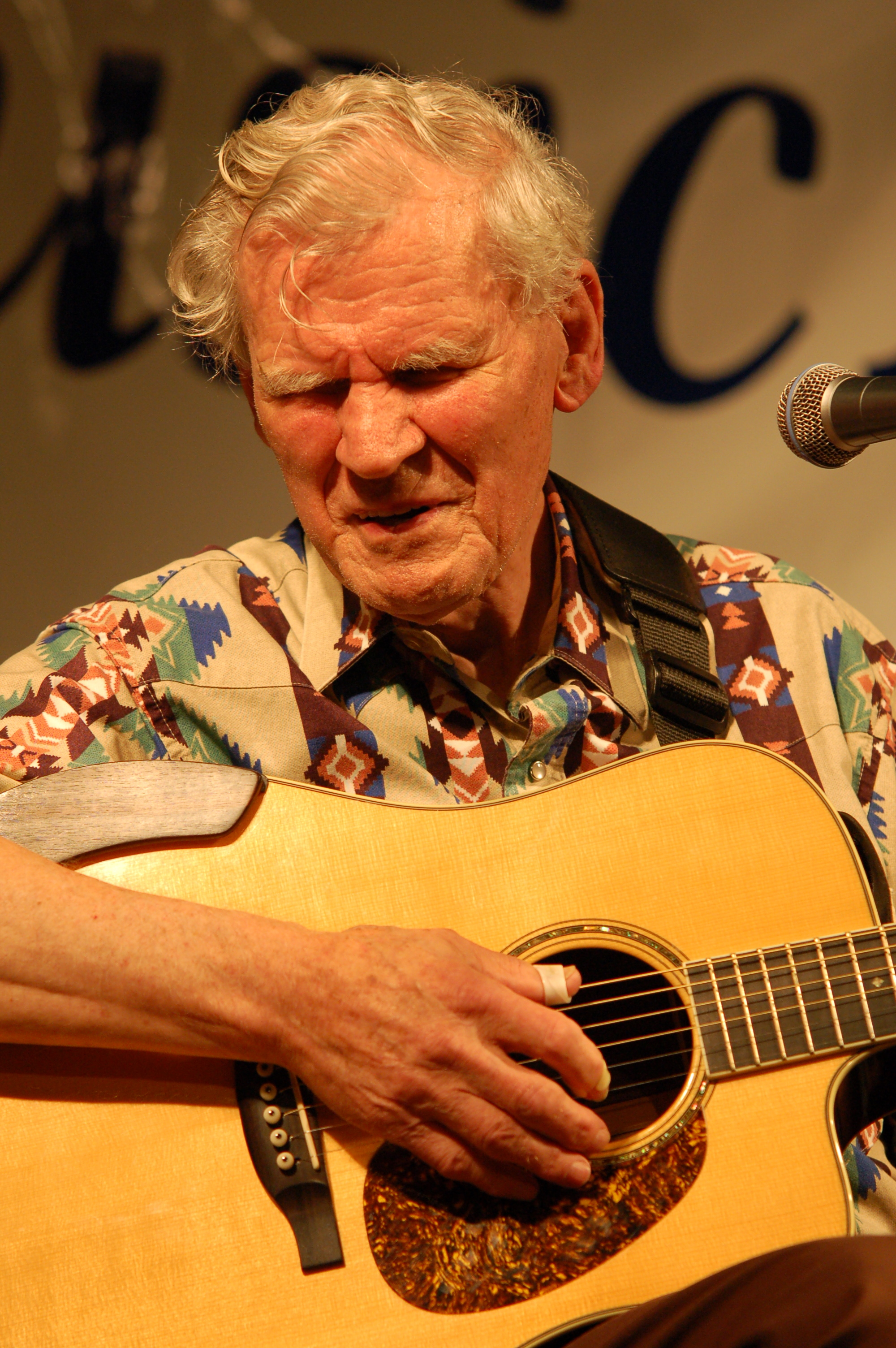
독 왓슨

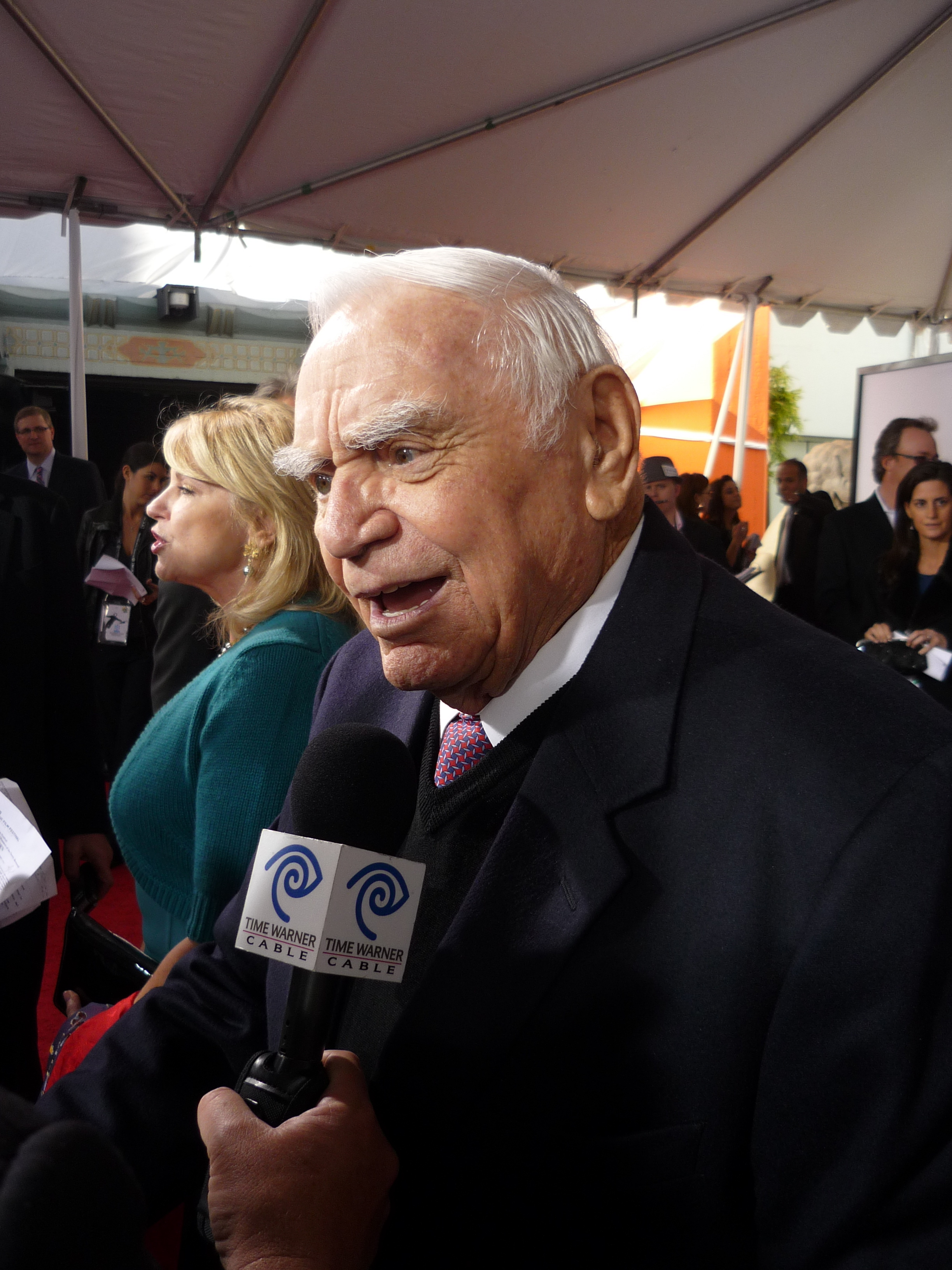
어니스트 보그나인

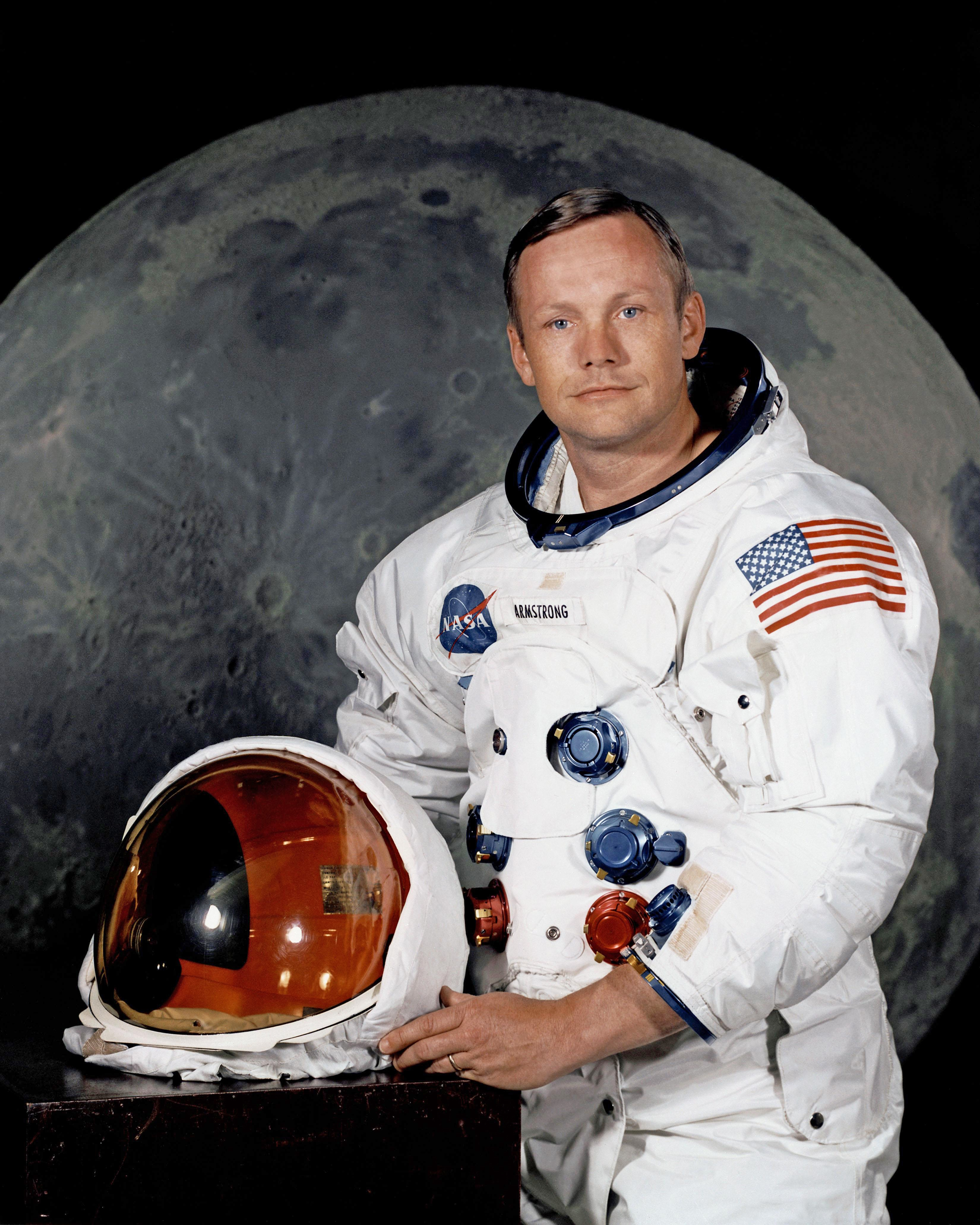
닐 암스트롱

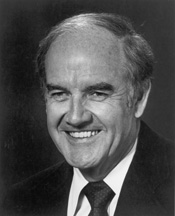
조지 맥거번

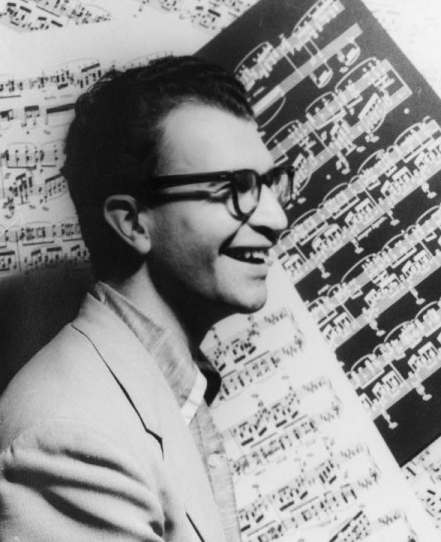
데이브 브루벡

### 1월
- 1월 2일 - 대한민국의 불교 승려 지관. (1932년~)
- 1월 6일 - 대한민국의 가수 최숙자. (1941년~)
- 1월 9일 - 기니비사우의 대통령 말랑 바카이 사냐. (1947년~)
- 1월 10일 - 대한민국의 야구 선수 이규환. (1989년~)
- 1월 21일 - 대한민국의 프로듀서 손문권. (1972년~)
- 1월 24일 - 그리스의 영화 감독, 각본가, 영화 프로듀서 테오 앙겔로풀로스. (1935년~)
- 1월 26일 - 대한민국의 정치인 신상우. (1937년~)

### 2월
- 2월 1일 - 폴란드의 시인 비스와바 심보르스카. (1923년~)
- 2월 11일 - 미국의 가수, 배우, 모델 휘트니 휴스턴. (1963년~)
- 2월 18일 - 대한민국의 교육자 조영식. (1921년~)
- 2월 22일 - 미국의 전쟁 전문 기자 마리 콜빈. (~1956년)
- 2월 23일 - 대한민국의 외무공무원 강영우. (1944년~)
- 2월 29일 - 영국의 가수, 배우 데이비 존스. (1945년~)

### 3월
- 3월 10일 - 미국의 과학자, 연구원 프랭크 셔우드 롤런드. (1927년~)
- 3월 15일 - 대한민국의 목사, 변호사, 목회자 이민아. (1959년~)
- 3월 16일 - 일본의 시인, 진보사상가 요시모토 다카아키. (1924년~)
- 3월 17일 - 대한민국의 기업인 김각중. (1925년~)
- 3월 26일 - 대한민국의 가수, 작사가 반야월. (1917년~)

### 4월
- 4월 2일 - 미국의 야구 선수 앨리 클라크. (1923년)
- 4월 4일 - 프랑스의 영화 감독, 각본가 클로드 밀러. (1942년~)
- 4월 5일 - 말라위의 제3대 대통령 빙구 와 무타리카. (1934년~)
- 4월 14일
  - 대한민국의 축구 선수 이경환. (1988년~)
  - 이탈리아의 축구 선수 피에르마리오 모로시니. (1986년~)
- 4월 21일 - 대한민국의 작곡가, 교수 김성태. (1910년~)
- 4월 27일 - 대한민국의 국회의원 선경식. (1949년~)

### 5월
- 5월 7일 - 대한민국의 법조인, 정치인 이택돈. (1935년~)
- 5월 8일 - 조선민주주의인민공화국의 간호사이자 통영의 딸 신숙자. (1942년~)
  - 미국의 극작가와 동화작가 모리스 센댁. (1928년~)
- 5월 9일 - 영국의 헤어디자이너 비달 사순. (1928년~)
- 5월 13일 - 대한민국의 바이올린 제작자 진창현. (1929년~)
- 5월 17일 - 미국의 가수, 영화배우 도나 서머. (1948년~)
- 5월 20일 - 영국의 가수 로빈 깁. (비지스) (1949년~)
- 5월 29일
  - 대한민국의 영화 감독 박종호. (1927년~)
  - 미국의 가수, 기타리스트 독 왓슨. (1923년~)
  - 일본의 영화 감독 신도 가네토. (1912년~)

### 6월
- 6월 13일 - 대한민국의 배우 정아율. (1987년~)
- 6월 17일 - 미국의 화제인물 로드니 킹. (1965년~)
- 6월 26일 - 미국의 수영 선수 앤 커티스. (1926년~)

### 7월
- 7월 4일 - 대한민국의 축구 선수 정민형. (1987년~)
- 7월 6일 - 대한민국의 생명공학자, 연구인 정혁. (1955년~)
- 7월 8일 - 미국의 배우 어니스트 보그나인. (1917년~)
- 7월 9일 - 대한민국의 한국무용가, 인간문화재 공옥진. (1931년~)
- 7월 13일 - 미국의 영화 제작자 리처드 D. 재넉. (1934년~)
- 7월 16일 - 미국의 기업인, 컨설턴트 스티븐 커비. (1932년~)
- 7월 31일 - 미국의 작가, 평론가, 영화 배우, 방송인 고어 비달. (1925년~)

### 8월
- 8월 1일 - 대한민국의 영화배우 남윤정. (1954년~)
- 8월 2일 - 대한민국의 기업인 강금원. (1952년~)
- 8월 3일 - 대한민국의 군인, 정무직공무원 장도영. (1923년~)
- 8월 11일 - 대한민국의 배우 승규. (1982년~)
- 8월 16일 - 대한민국의 축구 선수 장현규. (1981년~)
- 8월 19일
  - 대한민국의 국회의원 이해봉. (1942년~)
  - 영국의 영화 감독 토니 스콧. (1944년~)
- 8월 20일 - 에티오피아의 정치인, 대통령 멜레스 제나위. (1955년~)
- 8월 21일 - 대한민국의 영화배우 윤인자. (1923년~)
- 8월 23일 - 대한민국의 스타크래프트 프로게이머 우정호. (1988년~)
- 8월 25일 - 미국의 군인, 우주비행사, 대학 교수 닐 암스트롱. (1930년~)
- 8월 30일 - 대한민국의 아나운서 이광재. (1932년~)

### 9월
- 9월 3일
  - 통일교의 창시자 문선명. (1920년~)
  - 미국의 영화배우 마이클 클라크 덩컨. (1957년~)
- 9월 5일 - 대한민국의 군인 송인명. (1923년~)
- 9월 9일 - 대한민국의 가수 조미미. (1947년~)
- 9월 10일 - 대한민국의 가수 최헌. (1948년~)
- 9월 15일 - 대한민국의 크리에이티브 디렉터와 방송인 우종완. (1966년~)
- 9월 21일 - 중화인민공화국의 저술가 장야오광. (1921년~)
- 9월 25일 - 미국의 가수 앤디 윌리엄스. (1927년~)
- 9월 26일 - 미국의 영화배우 조니 루이스. (1983년~)

### 10월
- 10월 1일 - 영국의 사학자 겸 작가 에릭 홉스봄. (1917년~)
- 10월 13일 - 대한민국의 배우 조경환. (1945년~)
- 10월 15일 - 캄보디아의 국왕 노로돔 서이하누. (1922년~)
- 10월 17일 - 네덜란드의 모델, 영화배우 실비아 크리스털. (1952년~)
- 10월 20일 - 대한민국의 기업인 구평회. (1926년~)
- 10월 21일 - 미국의 정치인 조지 맥거번. (1922년~)
- 10월 23일 - 대한민국의 배우 국정환. (1943년~)

### 11월
- 11월 2일 - 대한민국의 연극배우 장민호. (1927년~)
- 11월 14일 - 대한민국의 희극인 겸 배우 한주열. (1947년~)

### 12월
- 12월 5일 - 미국의 재즈 음악가 데이브 브루벡. (1920년~)
- 12월 19일 - 일본의 만화가 나카자와 케이지. (1939년~)
- 12월 21일 - 대한민국의 야구 선수 이두환. (1988년~)
- 12월 27일 - 미국의 군인 노먼 슈워츠코프. (1934년~)
- 12월 28일 - 대한민국의 가수 홍종명. (1966년~)
- 12월 30일
  - 대한민국의 만화가 김원빈. (1935년~)
  - 대한민국의 박사,저술가 황수관. (1945년~)

## 노벨상
- 경제학상:앨빈 로스, 로이드 새플리
- 문학상:모옌
- 물리학상:데이비드 와인랜드, 서지 아로슈
- 생리학 및 의학상:야마나카 신야, 존 거든
- 평화상:유럽 연합
- 화학상:로버트 레프코위츠, 브라이언 K. 코빌카

## 달력
| 1월 |    |    |    |    |    |    |
| 일  | 월 | 화 | 수 | 목 | 금 | 토 |
| 1   | 2  | 3  | 4  | 5  | 6  | 7  |
| 8   | 9  | 10 | 11 | 12 | 13 | 14 |
| 15  | 16 | 17 | 18 | 19 | 20 | 21 |
| 22  | 23 | 24 | 25 | 26 | 27 | 28 |
| 29  | 30 | 31 |    |    |    |    |

| 2월 |    |    |    |    |    |    |
| 일  | 월 | 화 | 수 | 목 | 금 | 토 |
|     |    |    | 1  | 2  | 3  | 4  |
| 5   | 6  | 7  | 8  | 9  | 10 | 11 |
| 12  | 13 | 14 | 15 | 16 | 17 | 18 |
| 19  | 20 | 21 | 22 | 23 | 24 | 25 |
| 26  | 27 | 28 | 29 |    |    |    |

| 3월 |    |    |    |    |    |    |
| 일  | 월 | 화 | 수 | 목 | 금 | 토 |
|     |    |    |    | 1  | 2  | 3  |
| 4   | 5  | 6  | 7  | 8  | 9  | 10 |
| 11  | 12 | 13 | 14 | 15 | 16 | 17 |
| 18  | 19 | 20 | 21 | 22 | 23 | 24 |
| 25  | 26 | 27 | 28 | 29 | 30 | 31 |

| 4월 |    |    |    |    |    |    |
| 일  | 월 | 화 | 수 | 목 | 금 | 토 |
| 1   | 2  | 3  | 4  | 5  | 6  | 7  |
| 8   | 9  | 10 | 11 | 12 | 13 | 14 |
| 15  | 16 | 17 | 18 | 19 | 20 | 21 |
| 22  | 23 | 24 | 25 | 26 | 27 | 28 |
| 29  | 30 |    |    |    |    |    |

| 5월 |    |    |    |    |    |    |
| 일  | 월 | 화 | 수 | 목 | 금 | 토 |
|     |    | 1  | 2  | 3  | 4  | 5  |
| 6   | 7  | 8  | 9  | 10 | 11 | 12 |
| 13  | 14 | 15 | 16 | 17 | 18 | 19 |
| 20  | 21 | 22 | 23 | 24 | 25 | 26 |
| 27  | 28 | 29 | 30 | 31 |    |    |

| 6월 |    |    |    |    |    |    |
| 일  | 월 | 화 | 수 | 목 | 금 | 토 |
|     |    |    |    |    | 1  | 2  |
| 3   | 4  | 5  | 6  | 7  | 8  | 9  |
| 10  | 11 | 12 | 13 | 14 | 15 | 16 |
| 17  | 18 | 19 | 20 | 21 | 22 | 23 |
| 24  | 25 | 26 | 27 | 28 | 29 | 30 |

| 7월 |    |    |    |    |    |    |
| 일  | 월 | 화 | 수 | 목 | 금 | 토 |
| 1   | 2  | 3  | 4  | 5  | 6  | 7  |
| 8   | 9  | 10 | 11 | 12 | 13 | 14 |
| 15  | 16 | 17 | 18 | 19 | 20 | 21 |
| 22  | 23 | 24 | 25 | 26 | 27 | 28 |
| 29  | 30 | 31 |    |    |    |    |

| 8월 |    |    |    |    |    |    |
| 일  | 월 | 화 | 수 | 목 | 금 | 토 |
|     |    |    | 1  | 2  | 3  | 4  |
| 5   | 6  | 7  | 8  | 9  | 10 | 11 |
| 12  | 13 | 14 | 15 | 16 | 17 | 18 |
| 19  | 20 | 21 | 22 | 23 | 24 | 25 |
| 26  | 27 | 28 | 29 | 30 | 31 |    |

| 9월 |    |    |    |    |    |    |
| 일  | 월 | 화 | 수 | 목 | 금 | 토 |
|     |    |    |    |    |    | 1  |
| 2   | 3  | 4  | 5  | 6  | 7  | 8  |
| 9   | 10 | 11 | 12 | 13 | 14 | 15 |
| 16  | 17 | 18 | 19 | 20 | 21 | 22 |
| 23  | 24 | 25 | 26 | 27 | 28 | 29 |
| 30  |    |    |    |    |    |    |

| 10월 |    |    |    |    |    |    |
| 일   | 월 | 화 | 수 | 목 | 금 | 토 |
|      | 1  | 2  | 3  | 4  | 5  | 6  |
| 7    | 8  | 9  | 10 | 11 | 12 | 13 |
| 14   | 15 | 16 | 17 | 18 | 19 | 20 |
| 21   | 22 | 23 | 24 | 25 | 26 | 27 |
| 28   | 29 | 30 | 31 |    |    |    |

| 11월 |    |    |    |    |    |    |
| 일   | 월 | 화 | 수 | 목 | 금 | 토 |
|      |    |    |    | 1  | 2  | 3  |
| 4    | 5  | 6  | 7  | 8  | 9  | 10 |
| 11   | 12 | 13 | 14 | 15 | 16 | 17 |
| 18   | 19 | 20 | 21 | 22 | 23 | 24 |
| 25   | 26 | 27 | 28 | 29 | 30 |    |

| 12월 |    |    |    |    |    |    |
| 일   | 월 | 화 | 수 | 목 | 금 | 토 |
|      |    |    |    |    |    | 1  |
| 2    | 3  | 4  | 5  | 6  | 7  | 8  |
| 9    | 10 | 11 | 12 | 13 | 14 | 15 |
| 16   | 17 | 18 | 19 | 20 | 21 | 22 |
| 23   | 24 | 25 | 26 | 27 | 28 | 29 |
| 30   | 31 |    |    |    |    |    |

### 음양력 대조 일람
| 음력월 | 월건 | 대소 | 음력 1일의 양력 월일 | 음력 1일 간지 |
| ------ | ---- | ---- | -------------------- | ------------- |
| 1월    | 임인 | 대   | 1월 23일             | 계미          |
| 2월    | 계묘 | 소   | 2월 22일             | 계축          |
| 3월    | 갑진 | 대   | 3월 22일             | 임오          |
| 윤3월  |      | 대   | 4월 21일             | 임자          |
| 4월    | 을사 | 대   | 5월 21일             | 임오          |
| 5월    | 병오 | 소   | 6월 20일             | 임자          |
| 6월    | 정미 | 대   | 7월 19일             | 신사          |
| 7월    | 무신 | 소   | 8월 18일             | 신해          |
| 8월    | 기유 | 소   | 9월 16일             | 경진          |
| 9월    | 경술 | 대   | 10월 15일            | 기유          |
| 10월   | 신해 | 소   | 11월 14일            | 기묘          |
| 11월   | 임자 | 대   | 12월 13일            | 무신          |
| 12월   | 계축 | 소   | 2013년 1월 12일      | 무인          |

### 연휴
- 1월 21일 (토) ~ 1월 24일 (화) - 설날 연휴 (4일)
- 3월 1일 (목) ~ 3월 4일 (일) - 삼일절 징검다리 연휴 (4일)
- 5월 26일 (토) ~ 5월 28일 (월) - 부처님 오신 날 연휴 (3일)
- 9월 29일 (토) ~ 10월 3일 (수) - 추석·개천절 징검다리 연휴 (5일)
- 12월 22일 (토) ~ 12월 25일 (화) - 크리스마스 징검다리 연휴 (4일)
- 12월 29일 (토) ~ 2013년 1월 1일 (화) - 새해 첫날 징검다리 연휴 (4일)

## 같이 보기
- 2012년 종말론
  - 2012 (영화)